# Vingt-huitième circonscription de Paris de 1958 à 1986
De 1958 à 1986, la vingt-huitième circonscription législative de Paris recouvrait deux quartiers du 19e arrondissement de la capitale, la totalité du quartier du Combat et la plus grande partie du quartier de la Villette, à l'ouest de la rue de Crimée. Cette délimitation s'est appliquée aux sept premières législatures de la Cinquième République française. De 1958 à 1967, elle se confond avec la 28e circonscription de la Seine.

## Députés élus
| Législature | Début de mandat | Fin de mandat   | Député élu          |  | Parti politique | Observations                                                       |
| ----------- | --------------- | --------------- | ------------------- |  | --------------- | ------------------------------------------------------------------ |
| Ire         | 9 décembre 1958 | 9 octobre 1962  | Pierre Ruais        |  | UNR             | mandat écourté à la suite d'une dissolution du général de Gaulle   |
| IIe         | 6 décembre 1962 | 2 avril 1967    | Pierre Ruais        |  | UNR             |                                                                    |
| IIIe        | 3 avril 1967    | 30 mai 1968     | Pierre Ruais        |  | UD-Ve           | mandat écourté à la suite d'une dissolution du général de Gaulle   |
| IVe         | 11 juillet 1968 | 1er avril 1973  | Pierre Ruais        |  | UDR             |                                                                    |
| Ve          | 2 avril 1973    | 2 avril 1978    | Henri Fiszbin       |  | PCF             |                                                                    |
| VIe         | 3 avril 1978    | 22 mai 1981     | Jacques Féron       |  | RPR             | mandat écourté à la suite d'une dissolution de François Mitterrand |
| VIIe        | 2 juillet 1981  | 26 février 1986 | Manuel Escutia      |  | PS              | En mission de longue durée pour le gouvernement                    |
| VIIe        | 27 février 1986 | 1er avril 1986  | Françoise Gastebois |  | PS              |                                                                    |

En 1985, le président de la République François Mitterrand changea le mode de scrutin des députés en établissant le scrutin proportionnel par département. Le nombre de députés du département de Paris fut ramené de 31 à 21 et les circonscriptions furent supprimées au profit du département.

## Évolution de la circonscription
En 1986, cette circonscription a été scindée en deux : le quartier du Combat a rejoint ceux du Pont-de-Flandre et d'Amérique (ancienne vingt-neuvième circonscription) pour former la nouvelle « vingtième circonscription » ; celui de la Villette a été rattaché à deux quartiers de la vingt-septième circonscription pour former la nouvelle « dix-neuvième circonscription ».

### Élections de 1958
| Candidat       | Candidat         | Parti                     | Premier tour | Premier tour | Second tour | Second tour |  |
| Candidat       | Candidat         | Parti                     | Voix         | %            | Voix        | %           |  |
| -------------- | ---------------- | ------------------------- | ------------ | ------------ | ----------- | ----------- |  |
|                | Pierre Ruais élu | UNR                       | 13 931       | 36,74        | 23 622      | 64,65       |  |
|                | Gabriel Pioro    | PCF                       | 11 015       | 29,05        | 12 917      | 35,35       |  |
|                | Henri Billebaut  | SFIO                      | 3 388        | 8,93         | Retrait     | Retrait     |  |
|                | Paul Troigros    | CNIP                      | 3 153        | 8,32         | Retrait     | Retrait     |  |
|                | André Joublot    | UFD                       | 2 346        | 6,19         | Retrait     | Retrait     |  |
|                | Julien Quincy    | Modérés                   | 1 439        | 3,79         |             |             |  |
|                | Tanguy Pondaven  | Divers droite (Gaulliste) | 1 205        | 3,18         |             |             |  |
|                | André Gauchet    | Extrême gauche            | 910          | 2,4          |             |             |  |
|                | Jean Decherchi   | UFF                       | 532          | 1,4          |             |             |  |
|                |                  |                           |              |              |             |             |  |
| Inscrits       | Inscrits         | Inscrits                  | 50 649       | 100,00       | 50 296      | 100,00      |  |
| Abstentions    | Abstentions      | Abstentions               | 11 794       | 23,29        | 12 794      | 25,44       |  |
| Votants        | Votants          | Votants                   | 38 855       | 76,71        | 37 502      | 74,56       |  |
| Blancs et nuls | Blancs et nuls   | Blancs et nuls            | 936          | 2,41         | 963         | 2,57        |  |
| Exprimés       | Exprimés         | Exprimés                  | 37 919       | 97,59        | 36 539      | 97,43       |  |

Le suppléant de Pierre Ruais était Georges Voisin.

### Élections de 1962
| Candidat       | Candidat                   | Parti          | Premier tour | Premier tour | Second tour | Second tour |  |
| Candidat       | Candidat                   | Parti          | Voix         | %            | Voix        | %           |  |
| -------------- | -------------------------- | -------------- | ------------ | ------------ | ----------- | ----------- |  |
|                | Pierre Ruais sortant réélu | UNR-UDT        | 13 238       | 43,41        | 16 243      | 53,56       |  |
|                | André Sibaud               | PCF            | 10 200       | 33,45        | 14 084      | 46,44       |  |
|                | Marcel Ribéra              | CNIP           | 3 000        | 9,84         | Retrait     | Retrait     |  |
|                | Henri Billebaut            | SFIO           | 2 136        | 7,01         | Retrait     | Retrait     |  |
|                | Pierre Marchi              | PSU            | 1 918        | 6,29         | Retrait     | Retrait     |  |
|                |                            |                |              |              |             |             |  |
| Inscrits       | Inscrits                   | Inscrits       | 47 749       | 100,00       | 47 759      | 100,00      |  |
| Abstentions    | Abstentions                | Abstentions    | 16 629       | 34,83        | 16 064      | 33,64       |  |
| Votants        | Votants                    | Votants        | 31 120       | 65,17        | 31 695      | 66,36       |  |
| Blancs et nuls | Blancs et nuls             | Blancs et nuls | 628          | 2,02         | 1 368       | 4,32        |  |
| Exprimés       | Exprimés                   | Exprimés       | 30 492       | 97,98        | 30 327      | 95,68       |  |

Le suppléant de Pierre Ruais était André Gaultier, chef d'entreprise.

### Élections de 1967
| Candidat       | Candidat                   | Parti          | Premier tour | Premier tour | Second tour | Second tour |  |
| Candidat       | Candidat                   | Parti          | Voix         | %            | Voix        | %           |  |
| -------------- | -------------------------- | -------------- | ------------ | ------------ | ----------- | ----------- |  |
|                | Pierre Ruais sortant réélu | UD-Ve          | 13 600       | 41,76        | 15 919      | 51,05       |  |
|                | Henri Fiszbin              | PCF            | 10 220       | 31,38        | 15 263      | 48,95       |  |
|                | Marcel Perrin              | FGDS (CIR)     | 3 667        | 11,26        |             |             |  |
|                | Georges Bontemps           | CD (PDM)       | 2 690        | 8,26         |             |             |  |
|                | Pierre Marchi              | PSU            | 1 945        | 5,97         |             |             |  |
|                | René Albaret               | Modérés        | 445          | 1,37         |             |             |  |
|                |                            |                |              |              |             |             |  |
| Inscrits       | Inscrits                   | Inscrits       | 41 226       | 100,00       | 41 217      | 100,00      |  |
| Abstentions    | Abstentions                | Abstentions    | 8 071        | 19,58        | 8 956       | 21,73       |  |
| Votants        | Votants                    | Votants        | 33 155       | 80,42        | 32 261      | 78,27       |  |
| Blancs et nuls | Blancs et nuls             | Blancs et nuls | 588          | 1,77         | 1 079       | 3,34        |  |
| Exprimés       | Exprimés                   | Exprimés       | 32 567       | 98,23        | 31 182      | 96,66       |  |

Bernard Dorin, conseiller à la recherche scientifique, était le suppléant de Pierre Ruais.

### Élections de 1968
| Candidat       | Candidat                   | Parti          | Premier tour | Premier tour | Second tour | Second tour |  |
| Candidat       | Candidat                   | Parti          | Voix         | %            | Voix        | %           |  |
| -------------- | -------------------------- | -------------- | ------------ | ------------ | ----------- | ----------- |  |
|                | Pierre Ruais sortant réélu | UDR (URP)      | 14 033       | 47,39        | 15 403      | 55,25       |  |
|                | Henri Fiszbin              | PCF            | 8 362        | 28,24        | 12 474      | 44,75       |  |
|                | Pierre Mattéi              | FGDS (Radical) | 3 429        | 11,58        |             |             |  |
|                | Robert Michel              | PSU            | 2 377        | 8,03         |             |             |  |
|                | Bernard Brunie             | TD             | 1 412        | 4,77         |             |             |  |
|                |                            |                |              |              |             |             |  |
| Inscrits       | Inscrits                   | Inscrits       | 38 806       | 100,00       | 38 808      | 100,00      |  |
| Abstentions    | Abstentions                | Abstentions    | 8 758        | 22,57        | 9 952       | 25,64       |  |
| Votants        | Votants                    | Votants        | 30 048       | 77,43        | 28 856      | 74,36       |  |
| Blancs et nuls | Blancs et nuls             | Blancs et nuls | 435          | 1,45         | 979         | 3,39        |  |
| Exprimés       | Exprimés                   | Exprimés       | 29 613       | 98,55        | 27 877      | 96,61       |  |

Charles Dedulle, chef de service dans l'hôtellerie, était suppléant de Pierre Ruais.

### Élections de 1973
| Candidat       | Candidat              | Parti          | Premier tour | Premier tour | Second tour | Second tour |  |
| Candidat       | Candidat              | Parti          | Voix         | %            | Voix        | %           |  |
| -------------- | --------------------- | -------------- | ------------ | ------------ | ----------- | ----------- |  |
|                | Pierre Ruais sortant  | UDR (URP)      | 8 354        | 30,88        | 12 885      | 48,43       |  |
|                | Henri Fiszbin élu     | PCF            | 7 570        | 27,98        | 13 704      | 51,51       |  |
|                | Pierre Dufour         | CD (MR)        | 3 917        | 14,48        | 15          | 0,06        |  |
|                | Pierre Mattéi         | MRG (UGSD)     | 3 851        | 14,24        | Retrait     | Retrait     |  |
|                | Gérard Andrieux       | PSU            | 1 297        | 4,79         |             |             |  |
|                | Gilberte Lesenfant    | FN             | 710          | 2,62         |             |             |  |
|                | Marina Podgorny       | LO             | 616          | 2,28         |             |             |  |
|                | Pierre-Jean Beaucaine | Divers droite  | 291          | 1,08         |             |             |  |
|                | Pierre-Émile Dubiez   | Divers droite  | 186          | 0,69         |             |             |  |
|                | René Albaret          | Divers         | 164          | 0,61         |             |             |  |
|                | Raymond Nouyou        | FP             | 96           | 0,35         |             |             |  |
|                |                       |                |              |              |             |             |  |
| Inscrits       | Inscrits              | Inscrits       | 35 632       | 100,00       | 35 660      | 100,00      |  |
| Abstentions    | Abstentions           | Abstentions    | 8 069        | 22,65        | 7 748       | 21,73       |  |
| Votants        | Votants               | Votants        | 27 563       | 77,35        | 27 912      | 78,27       |  |
| Blancs et nuls | Blancs et nuls        | Blancs et nuls | 511          | 1,85         | 1 308       | 4,69        |  |
| Exprimés       | Exprimés              | Exprimés       | 27 052       | 98,15        | 26 604      | 95,31       |  |

André Sibaud, forgeron, conseiller de Paris était le suppléant d'Henri Fiszbin.

### Élections de 1978
| Candidat       | Candidat               | Parti                   | Premier tour | Premier tour | Second tour | Second tour |  |
| Candidat       | Candidat               | Parti                   | Voix         | %            | Voix        | %           |  |
| -------------- | ---------------------- | ----------------------- | ------------ | ------------ | ----------- | ----------- |  |
|                | Henri Fiszbin sortant  | PCF                     | 8 642        | 28,33        | 14 667      | 48,71       |  |
|                | Jacques Féron élu      | CNIP                    | 8 592        | 28,17        | 15 444      | 51,29       |  |
|                | Pierre Mattéi          | MRG                     | 5 670        | 18,59        | Retrait     | Retrait     |  |
|                | Pierre Dufour          | Divers droite (Maj.)    | 2 956        | 9,69         |             |             |  |
|                | Gérard Andrieux        | PSU (FA)                | 1 618        | 5,3          |             |             |  |
|                | Christiane Guillerm    | Divers gauche (Choisir) | 452          | 1,48         |             |             |  |
|                | Claude Trotignon       | Divers droite (UNMP)    | 387          | 1,27         |             |             |  |
|                | René Albaret           | Divers droite (RUC)     | 360          | 1,18         |             |             |  |
|                | François Pinloche      | PFN                     | 346          | 1,13         |             |             |  |
|                | Christine Lessinger    | FN                      | 279          | 0,91         |             |             |  |
|                | Alix Gobry             | Divers droite (DC)      | 266          | 0,87         |             |             |  |
|                | Claude Guérin          | LO                      | 259          | 0,85         |             |             |  |
|                | Gérard Laraize         | MDD                     | 248          | 0,81         |             |             |  |
|                | Jean-Laurent Cascarano | LCR (PSPT)              | 240          | 0,79         |             |             |  |
|                | Jean-Pierre Barsacq    | FRP                     | 108          | 0,35         |             |             |  |
|                | André Druesne          | UOPDP                   | 81           | 0,27         |             |             |  |
|                |                        |                         |              |              |             |             |  |
| Inscrits       | Inscrits               | Inscrits                | 39 653       | 100,00       | 39 553      | 100,00      |  |
| Abstentions    | Abstentions            | Abstentions             | 8 724        | 22           | 8 401       | 21,24       |  |
| Votants        | Votants                | Votants                 | 30 929       | 78           | 31 152      | 78,76       |  |
| Blancs et nuls | Blancs et nuls         | Blancs et nuls          | 425          | 1,37         | 1 041       | 3,34        |  |
| Exprimés       | Exprimés               | Exprimés                | 30 504       | 98,63        | 30 111      | 96,66       |  |

Le suppléant de Jacques Féron était Régis Bugault, docteur en médecine.

### Élections de 1981
| Candidat       | Candidat              | Parti                | Premier tour | Premier tour | Second tour | Second tour |  |
| Candidat       | Candidat              | Parti                | Voix         | %            | Voix        | %           |  |
| -------------- | --------------------- | -------------------- | ------------ | ------------ | ----------- | ----------- |  |
|                | Jacques Féron sortant | CNIP (UNM)           | 9 897        | 39,13        | 11 635      | 44,09       |  |
|                | Manuel Escutia élu    | PS                   | 8 794        | 34,77        | 14 751      | 55,90       |  |
|                | Jean Diard            | PCF                  | 3 651        | 14,43        |             |             |  |
|                | Pierre Mattei         | MRG                  | 1 235        | 4,88         |             |             |  |
|                | Gérard Andrieux       | PSU                  | 673          | 2,66         |             |             |  |
|                | Jean-Claude Guyonnet  | Divers écologiste    | 552          | 2,18         |             |             |  |
|                | Marina Podgorny       | LO                   | 223          | 0,88         |             |             |  |
|                | Alexandre Boviatsis   | diss. PCF            | 138          | 0,54         |             |             |  |
|                | Colette Portmann      | Extrême gauche (CCA) | 131          | 0,52         |             |             |  |
|                |                       |                      |              |              |             |             |  |
| Inscrits       | Inscrits              | Inscrits             | 37 984       | 100,00       | 37 975      | 100,00      |  |
| Abstentions    | Abstentions           | Abstentions          | 12 465       | 32,82        | 11 130      | 29,31       |  |
| Votants        | Votants               | Votants              | 25 519       | 67,18        | 26 845      | 70,69       |  |
| Blancs et nuls | Blancs et nuls        | Blancs et nuls       | 225          | 0,88         | 459         | 1,71        |  |
| Exprimés       | Exprimés              | Exprimés             | 25 294       | 99,12        | 26 386      | 98,29       |  |

Françoise Gastebois, assistante parlementaire, était la suppléante de Manuel Escutia. Elle le remplaça du 27 février au 1er avril 1986, quand il fut chargé par le Gouvernement d'une mission prolongée.